# 197 f.Kr.

## Händelser

### Efter plats

#### Grekland
- Den spartanske härskaren Nabis erhåller den viktiga staden Argos från Filip V av Makedonien, som pris för sin allians med makedonierna. Nabis byter sedan till romarnas sida i hopp om att kunna behålla sina erövringar.
- Slaget vid Kynoskefalai i Thessalien ger en romersk armé under prokonsul Titus Quinctius Flamininus en avgörande seger över Filip V av Makedonien. Fredsvillkoren i fördraget i Tempe, som den romerske generalen föreslår och den romerska senaten godtar, säger att Filip V får behålla sin tron och kontrollen över Makedonien, men han måste överge alla grekiska städer han har erövrat. Filip måste också betala romarna 1 000 talenter i krigsskadestånd, överlämna det mesta av sin flotta och dessutom överlämna gisslan, inklusive sin egen son Demetrios, som skall hållas i förvar i Rom. Aitolierna föreslår att Filip V ska avsättas från sin tron, men Flamininus motsätter sig detta.

#### Anatolien
- Eumenes II blir kung av Pergamon efter sin far Attalos I Soters död.
- Antiochos III ockuperar delar av kungariket Pergamon och ett antal grekiska städer i Anatolien.

#### Egypten
- Den egyptiske kungen Ptolemaios V bekämpar rebeller i Nildeltat, där han uppvisar stor grymhet mot de rebelledare, som kapitulerar.

## Avlidna
- Attalos I Soter, härskare över Pergamon från 241 f.Kr., som har tagit titeln kung efter omkring 230 f.Kr. Genom erövringar och diplomati har han skapat ett starkt kungadöme i Anatolien (född 269 f.Kr.)